# Uvondo Island
Uvondo Island är en ö i Kenya.   Den ligger i länet Lamu, i den sydöstra delen av landet, 500 km öster om huvudstaden Nairobi. Arean är 11,0 kvadratkilometer.
Terrängen på Uvondo Island är mycket platt. Öns högsta punkt är 17 meter över havet. Den sträcker sig 3,2 kilometer i nord-sydlig riktning, och 6,1 kilometer i öst-västlig riktning.